# UFC 55
UFC 55: Fury（ユーエフシー・フィフティファイブ：フューリー）は、アメリカ合衆国の総合格闘技団体「UFC」の大会の一つ。2005年10月7日、コネチカット州アンキャスビルのモヒガン・サン・アリーナで開催された。

## 大会概要
メインイベントのUFC世界ヘビー級タイトルマッチでは、王者アンドレイ・アルロフスキーが挑戦者ポール・ブエンテロを試合開始15秒でKOし、王座の初防衛に成功した。
プレリミナリィカードは第2試合を除いて全てPPVで放送された。

## 試合結果

### プレリミナリィカード
第1試合 ライトヘビー級 5分3R
－  アレッシオ・サカラ vs.  ロン・フェアクロス －
2R 0:10 無効試合（ローブロー）
第2試合 ヘビー級 5分3R
○  マーシオ・"ペジパーノ"・クルーズ vs.  国原継悟 ×
2R 1:02 フロントチョーク
第3試合 ミドル級 5分3R
○  ホルヘ・リベラ vs.  デニス・ホールマン ×
3R終了 判定3-0（30-27、30-27、30-27）

### メインカード
第4試合 ウェルター級 5分3R
○  ジョー・リッグス vs.  クリス・ライトル ×
2R 2:00 TKO（ドクターストップ：カット）
第5試合 ライトヘビー級 5分3R
○  レナート・ババル vs.  チェール・ソネン ×
2R 1:20 三角絞め
第6試合 ライトヘビー級 5分3R
○  フォレスト・グリフィン vs.  エルヴィス・シノシック ×
1R 3:22 TKO（レフェリーストップ：スタンドパンチ連打）
第7試合 ヘビー級 5分3R
○  ブランドン・リー・ヒンクル vs.  ショーン・ギャノン ×
1R 4:14 TKO（レフェリーストップ：パウンド）
第8試合 UFC世界ヘビー級タイトルマッチ 5分5R
○  アンドレイ・アルロフスキー vs.  ポール・ブエンテロ ×
1R 0:15 KO（右フック）
※アルロフスキーが王座の初防衛に成功